# Reza Shabani (Bogenschütze)
Reza Shabani (persisch رضا شعبانی; * 15. Juli 2001) ist ein iranischer Bogenschütze.

## Karriere
Reza Shabani gewann bei den Hallenweltmeisterschaften 2018 die Goldmedaille mit der Juniorenmannschaft des Irans. Zudem nahm er an den Olympischen Jugend-Sommerspielen 2018 teil. Bei den Summer World University Games 2021 gewann er mit dem Recurvebogen die Bronzemedaille im Einzel.